# Onocentauro

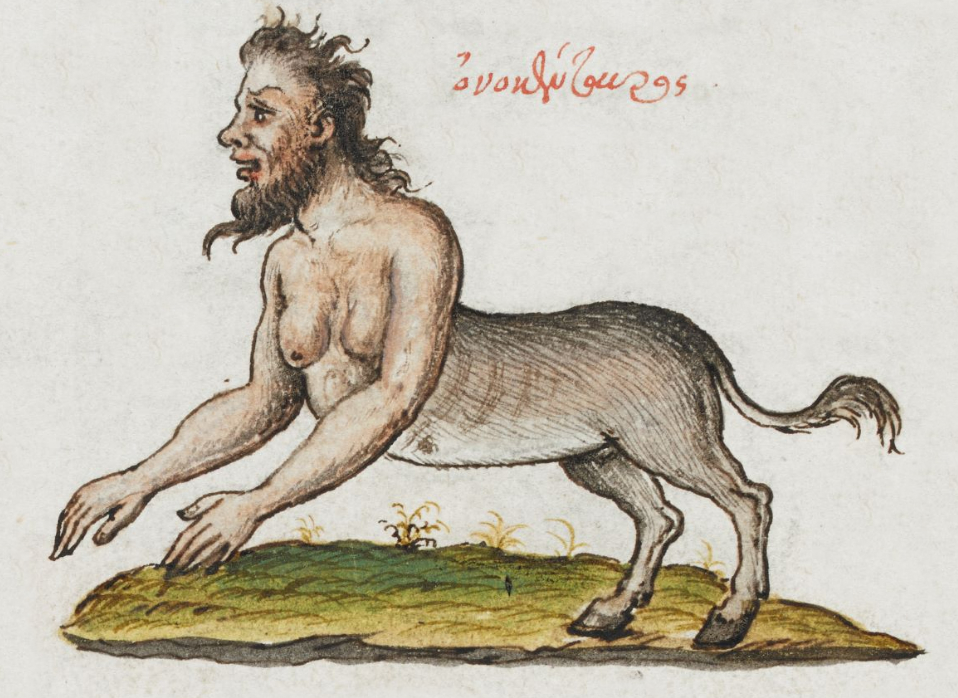
Representação de um onocentauro

Onocentauro é um animal imaginário, com origem nos bestiários clássicos e medievais, semelhante ao centauro, com tronco de homem e corpo de burro. Como outros seres lendários híbridos, a sua natureza reflete e caracteriza o conflito entre as características humanas e animais. 
A primeira menção aos onocentauros parece remontar a textos de Pitágoras, os quais foram atestados por Crato de Malos (Pérgamo), e comentados por Cláudio Aélio, na obra De Natura Animalium.
Com efeito, de acordo com Aélio os onocentauros foram-lhe descritos como tendo as seguintes características:
 O seu rosto é como o de um homem, se bem que cerceado por cabelos cerdosos. O pescoço, sob a face, e o peito assemelham-se também aos de um homem.  No entanto, conta com seios inchados, que se protraem do peito. Os ombros, braços, antebraços e as mãos, bem como tudo o que vai do peito até à cintura, assemelham-se aos dos homens. No entanto, o dorso, as costelas, o baixo ventre e as pernas, afiguram-se símeis aos de um burro. Por igual, também exibe uma cor cinzenta, como a dos burros, pese embora nos flancos se torne mais alvadia. 
As mãos desta criatura têm dúplice serventia, porquanto delas se servem para correr, quando se deslocam a quatro patas, por sinal, com a mesma celeridade de qualquer quadrúpede. Por outro lado, com elas são capazes de colher objectos ou pousá-los, agarrá-los ou segurá-los, fazendo daqueles pés dianteiros as valências de mãos. 
Trata-se de um criatura de temperamento violento. Não tolera o cativeiro ou a servidão, vendo-se privado da liberdade, recusa o alimento, suicidando-se por inanição.

## Etimologia
O substantivo «onocentauro», entrou no português pelo latim onocentaūru, que por sua vez proveio do grego antigo Ονοκένταυροι (onokéntauroi), termo que resulta da aglutinação dos étimos ὄνος (onos) que significa «burro» e κενταύρου (kéntauroi) que significa «centauro»  e que, portanto, significa «centauro-asno».

## Mito
São parentes dos centauros, com os quais partilham uma natureza dual, humana e selvagem, porém a parte inferior do seu corpo não é a de um equuus ferus caballus, mas a de um burro.  Na verdade, os centauros podem ser considerados a macrofamília, da qual derivam os hipocentauros (com a parte inferior do corpo do cavalo) e os onocentauros.
São tidos como falsos e bajuladores daqueles que os rodeiam, sendo por isso muitas vezes representados com língua bifurcada.  
Assim como os sátiros, são considerados o símbolo da luxúria masculina. Apesar de serem corpulentos e com maior resistência física, são considerados inferiores aos hipocentauros, que são tidos como mais sábios, isso faz com que, durante as guerras, os onocentauros frequentemente figurem nas falanges da vanguarda, ao passo que os hipocentauros formam parte da infantaria arqueira, protegidos na retaguarda. Deste modo, nas cenas de guerra são sempre retratados armados como lanceiros.
O onocentauro é mencionado nos textos islandeses como finngalkan.

## Na Bíblia
É citado na Bíblia pelo profeta Isaías, especificamente em Isaías 13.22.  Com o tempo e a sucessão de traduções, o termo "onocentauros" foi perdido em favor dos "centauros", uma forma mais genérica, e mais tarde foi traduzido como "hienas" ou "chacais". Somente em 1970 a Conferência Episcopal Italiana, modificou a sua tradução para o sentido atual.

Os antigos Judeus entendiam o onocentauro como um dos aspectos do diabo.